# Calocedrus decurrens
Calocedrus decurrens là một loài thực vật hạt trần trong họ Cupressaceae. Loài này được Torr. Florin mô tả khoa học đầu tiên năm 1956.